# Ausonia (nave 1957)
L'Ausonia era una turbonave passeggeri costruita nel 1957 per l'Adriatica di Navigazione. Convertita nel 1979 in nave da crociera, rimase in servizio per altri trent'anni prima di essere demolita nel 2010.

## Caratteristiche
L'Ausonia era pensata per effettuare un servizio di linea sulla linea di maggior prestigio per l'Adriatica di Navigazione, il collegamento espresso Venezia - Beirut - Alessandria d'Egitto. Con una stazza lorda di 11 879 tonnellate, alla costruzione era la più grande nave passeggeri in servizio esclusivo nel Mediterraneo. Era spinta da due turbine a vapore con 22 000 cavalli di potenza complessiva e poteva raggiungere una velocità di servizio di 21 nodi. Il progetto fu realizzato da Nicolò Costanzi, direttore tecnico del cantiere di Monfalcone, mentre l'allestimento fu progettato dall'architetto Nino Zoncada. Le sistemazioni erano divise nelle consuete tre classi: l'Ausonia poteva trasportare 181 passeggeri in prima classe, 118 in seconda, 230 in terza e 70 in passaggio ponte.
Le principali sale pubbliche di prima classe erano poste a prua sul ponte passeggiata e comprendevano un salone con ampie vetrate panoramiche, una sala soggiorno, un bar e una sala da gioco. Il salone panoramico, il soggiorno e il bar erano decorati con incisioni e dipinti realizzati dallo scenografo Piero Zuffi, mentre nella sala da gioco erano presenti delle ceramiche di Emanuele Luzzati e dei dipinti di Giovanni Majoli. Procedendo verso poppa, si incontravano poi il vestibolo con lo scalone di prima classe e la galleria che conduceva alle sale ristorante di prima e seconda classe, poste a centro nave. La parete di fondo dello scalone di prima classe era decorata con pannelli melamminizzati rappresentanti diversi monumenti italiani, realizzati da Emanuele Luzzati; nel vestibolo era poi posta una scultura di Marcello Mascherini, il "Gondoliere". Il soggiorno di seconda classe si trovava a poppa ed aveva una delle pareti decorata con una composizione a tema marino realizzata da Enrico Paulucci. Sul ponte superiore si trovavano la piscina e il bar-pizzeria di prima classe; gli alloggi della terza classe erano ubicati nel ponte inferiore.
Con la trasformazione in nave da crociera la capacità passeggeri fu aumentata a 690; negli anni ottanta furono aggiunte delle sovrastrutture a prua e poppa, aumentando ulteriormente a 750 passeggeri la capacità di trasporto.

## Servizio

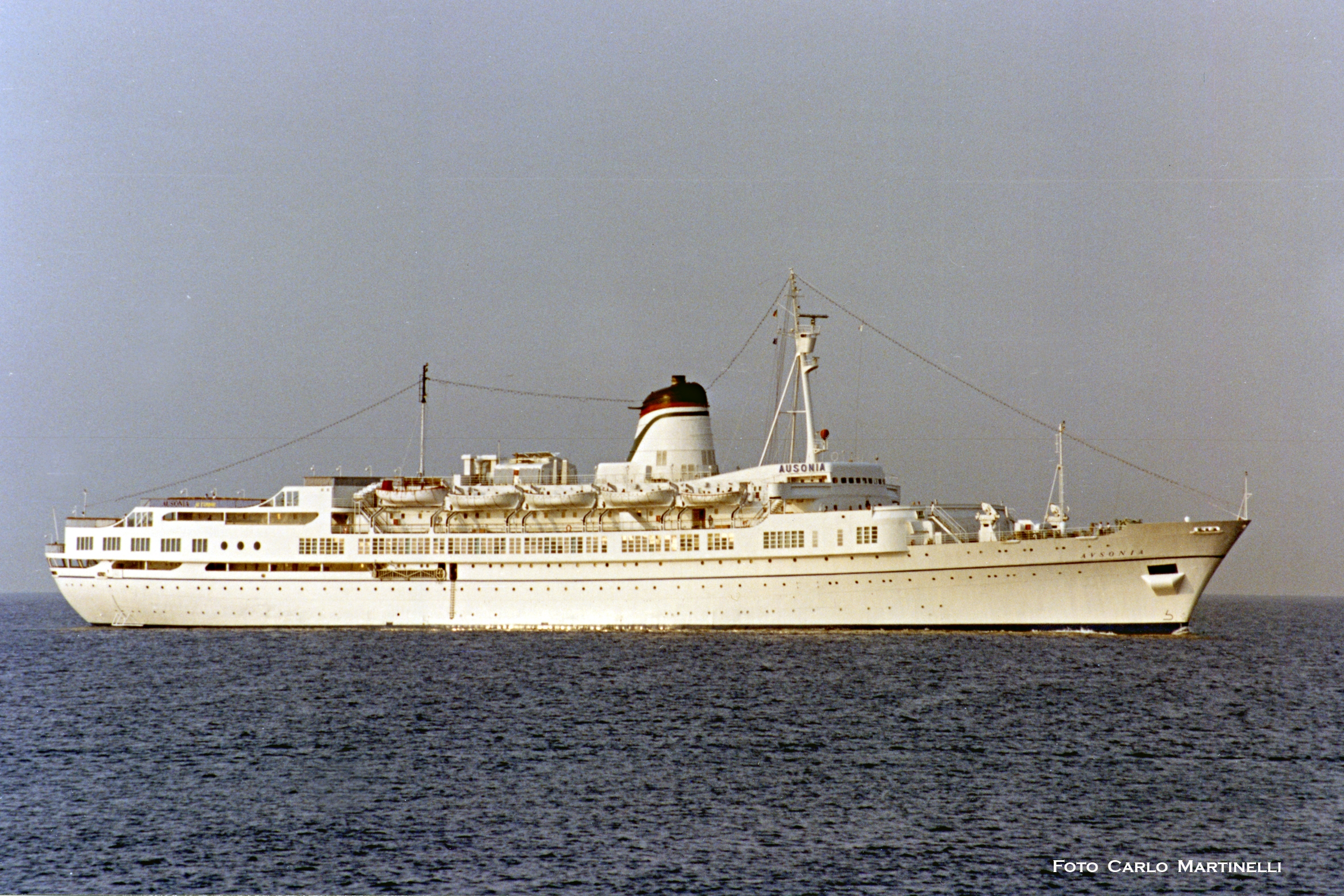
L'Ausonia nel 1989 a Genova. Si possono notare le sovrastrutture aggiuntive a prua e poppa.

L'Ausonia fu varata al cantiere di Monfalcone il 5 agosto 1956 e fu consegnata all'Adriatica di Navigazione il 20 settembre dell'anno successivo. Partita per la crociera inaugurale il 23 settembre, a ottobre andò ad affiancare l'Esperia sulla linea espressa Venezia - Alessandria d'Egitto - Beirut. Alla fine degli anni sessanta, lo sviluppo dei trasporti via aereo e il clima di instabilità politica nel Mediterraneo orientale provocarono una forte riduzione nel numero di passeggeri trasportati dalle navi di linea, il cui esercizio divenne quindi non più sostenibile economicamente. L'Ausonia iniziò quindi ad essere impiegata come nave da crociera, aggiungendo scali turistici alla linea espressa per l'Egitto ed effettuando occasionali crociere in Mar Nero o alle Canarie. In seguito alla riorganizzazione delle compagnie Finmare attuata con la legge 20 dicembre 1974 n. 684, l'Adriatica pianificò un progressivo disarmo delle unità passeggeri di linea; l'Ausonia fu l'ultima unità a rimanere in servizio, venendo fermata il 31 dicembre 1977. 
L'8 febbraio 1978 l'Ausonia fu inviata all'Arsenale Triestino San Marco di Trieste per essere trasformata in nave da crociera e passò alla neocostituita I.C.I. - Italia Crociere Internazionali, partecipata dalla Finmare e dagli armatori Costa, Magliveras ed Elice. Uscita dal cantiere il 26 marzo 1979, l'Ausonia effettuò crociere nel Mediterraneo in estate e in Sud America in inverno, ma i risultati economici non furono soddisfacenti. Non concretizzatosi un noleggio alla greca Chandris per l'opposizione degli equipaggi, nel 1980 l'Ausonia continuò a effettuare crociere nel Mediterraneo; l'anno seguente fu invece noleggiata alla Sicula Oceanica S.A., che la impiegò per crociere nel Mediterraneo occidentale. Nel 1983 l'Ausonia fu venduta al gruppo Grimaldi, venendo registrata per l'Ausonia Crociere S.p.A. e continuando a effettuare crociere nel Mediterraneo occidentale. Al termine della prima stagione con la nuova compagnia la nave fu sottoposta a lavori di ristrutturazione a La Spezia, durante i quali la capacità passeggeri salì a 750. Altri interventi di ristrutturazione furono effettuati nel 1987 e nel 1988.

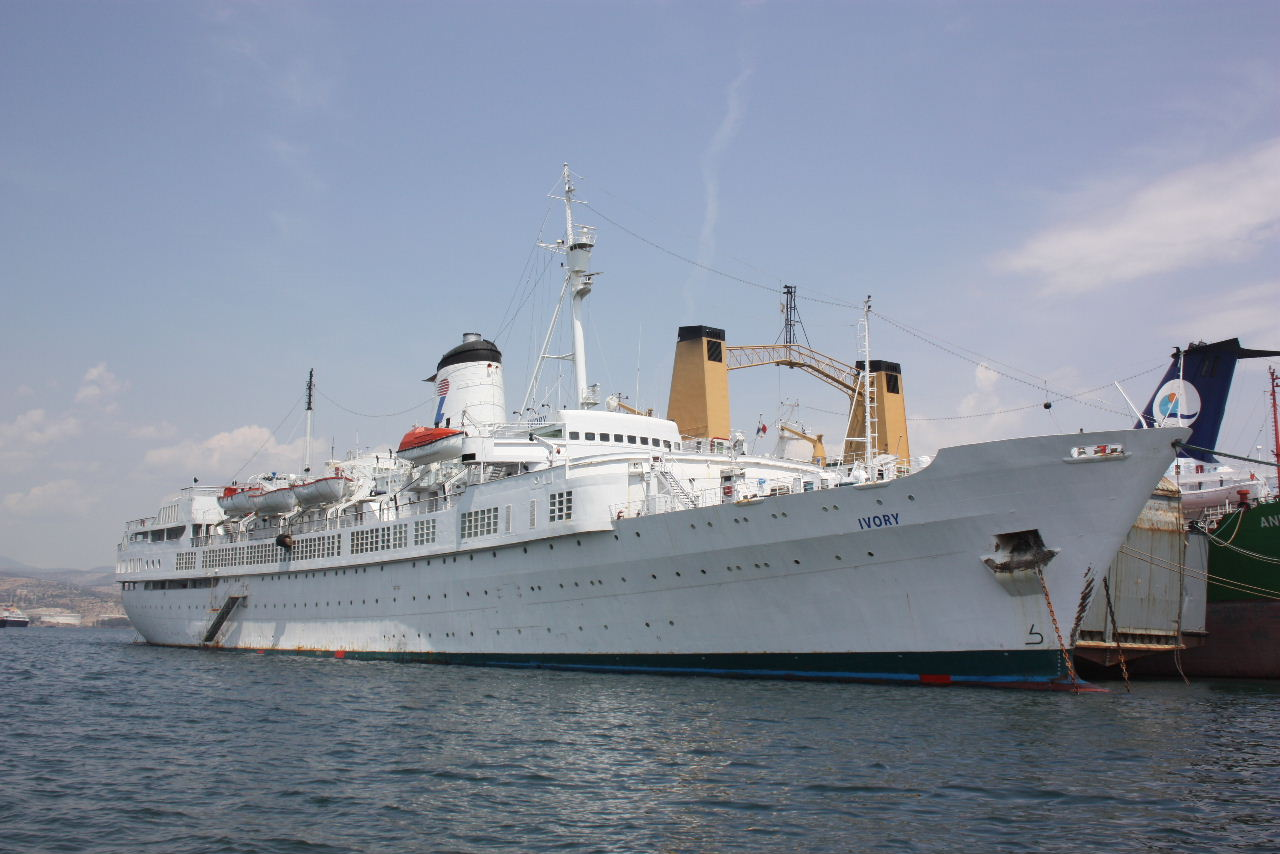
La Ivory in disarmo in Grecia nel 2008.

Nel marzo 1997 fu annunciata la vendita dell'Ausonia all'Aspasia Cruises, che ne iniziò i lavori di ristrutturazione presso la Fincantieri di Palermo; la trattativa però sfumò e la nave tornò a Grimaldi. Nel marzo 1998 l'Ausonia fu noleggiata per effettuare due viaggi dalla Libia a Gedda; la nave fu in seguito venduta alla Louis Cruise Lines, che la utilizzò principalmente per crociere di breve durata da Cipro verso il Libano e l'Egitto. Nel 1999 fu noleggiata per tre anni alla britannica First Choice Lines, per la quale effettuò crociere con partenza dalla Gran Bretagna. Dal 2006 la nave passò diverse volte di mano e fu rinominata Ivory e poi Aegean Two, venendo infine venduta per la demolizione in India nel 2010.